# Уилсон, Фредерика
Фредерика Смит Уилсон (англ. Frederica Smith Wilson; род. 5 ноября 1942, Майами, Флорида) — американский политический деятель, член Палаты представителей США от Флориды с 3 января 2011 года.
Уилсон знаменита своими яркими шляпами, которых в её гардеробе насчитывается свыше нескольких сотен. Она сыграла одну из ключевых ролей в вопросе отмены запрета на ношение головных уборов во время заседаний Палаты представителей, действовавшего с 1837 года.

## Биография
Родилась 5 ноября 1942 года в Майами, штат Флорида, США, в семье Бьюлы и Тирли Смит. Её бабушка и дедушка по материнской линии были багамцами.
В 1963 году Уилсон получила степень бакалавра гуманитарных наук в Университете Фиска, а в 1972 году — степень магистра гуманитарных наук в Университете Майами, после чего начала работать школьным учителем.

## Карьера
С 1998 по 2002 год Уилсон представляла 104-й округ в Палате представителей Флориды, а затем была избрана в Сенат штата от 33-го округа, где заседала до 2010 года, когда ограничения по срокам не позволили ей баллотироваться на новый срок. В 2008 году она проголосовала за президентскую кампанию Барака Обамы и Джо Байдена в качестве одного из выборщиков штата.
Когда действующий конгрессмен от штата Кендрик Мик объявил, что покинет Палату представителей чтобы баллотироваться в Сенат США в 2010 году, Уилсон объявила о выдвижении своей кандидатуры, победив на праймериз Демократической партии. Она одержала победу на всеобщих выборах 2 ноября того же года.
18 декабря 2019 года Уилсон поддержала проект об импичменте Дональда Трампа. Кроме того, Уилсон была среди 46 демократов, проголосовавших против окончательного принятия Закона о финансовой ответственности 2023 года в Палате представителей.

## Личная жизнь
В 1963 году она вышла замуж за Пола Уилсона. У них есть трое детей. Её супруг скончался в 1988 году. Уилсон является членом Епископальной церкви.